# Сугавара, Ясабуро
Ясабуро Сугавара (яп. 菅原弥三郎 Сугавара Ясабуро, р. 26 ноября 1952 года) — японский борец вольного стиля, чемпион Азиатских игр, призёр Олимпийских игр и чемпионатов мира.

## Биография
Родился в 1952 году в городе Катагами префектуры Акита. В 1974 году стал чемпионом Азиатских игр в Тегеране и серебряным призёром чемпионата мира. В 1976 году завоевал бронзовую медаль Олимпийских игр в Монреале.